# Mikołajewice-Kolonia
Mikołajewice-Kolonia – część wsi Mikołajewice w Polsce, położona w województwie łódzkim, w powiecie pabianickim, w gminie Lutomiersk, na Wysoczyźnie Łaskiej.
W latach 1975–1998 Mikołajewice-Kolonia administracyjnie należała do województwa sieradzkiego.